# Varicosia venata
Varicosia venata là một loài bướm đêm trong họ Noctuidae.